# Liste der Bürgermeister von Rottweil
Dieser Artikel listet die Bürgermeister von Rottweil auf.

## 13. und 14. Jahrhundert
Im Laufe des 13. Jahrhunderts werden in Rottweil das Amt des Bürgermeisters und das des Schultheißen fassbar. Die Schultheißen waren die Vertreter des Stadtherrn und sind in Rottweil seit 1222 bezeugt. Die Bürgermeister wurden hingegen vom Stadtrat gewählt und verdrängten langsam den Schultheißen. Die erste Nennung eines Bürgermeisters in Rottweil liegt zwischen 1283 und 1289. Erst Heinrich von Wehingen 1289 ist eindeutig als Bürgermeister belegt. Lange war die Stadtspitze noch zweigeteilt, die Stadt kaufte das Stadtschultheissenamt vom Kaiser ab, so dass erst im Erneuerten Recht der Stadt 1546 der Bürgermeister gleichrangig war, und ab da nicht an der Türseite, sondern gegenüber mit dem Schultheissen dem Gremium vorsaß. Ab da führten beide den Magistrat und wechselten ihre Ämter jährlich ab.
Bürgermeister waren: 
- Ulrich Blez 1283
- Heinrich von Wehingen 1289–1290
- Ulrich Blez 1293–1294, 1297–1298, 1300
- Heinrich Schappeler 1302
- Ulrich Blez am Kirchhof 1306
- Konrad an der Waltstrazze 1308
- Ulrich Blez 1309–1311
- Bernhard Hägge (auch Hagge, Hagg) 1311–1317, 1320–1321
- Johann Schappel 1324–1330
- Berthold Boller 1331
- Bernhard Hagg 1332
- Johann Schappel 1333
- Berthold Boller 1334
- Albrecht Hagge 1337, 1339
- Berthold Boller 1340
- Johann Schappel 1342
- Hans Hauck 1351
- Berthold Boller 1354
- Eberhard Bock 1355, 1357
- Albrecht Hagge 1358, 1360
- Konrad Bock 1361
- Burkhard Eßlinger 1363
- Eberhard Sulger 1364
- Konrad Bock 1365
- Eberhard Sulger 1370
- Johann Saltzman 1372
- Konrad Hagge 1373
- Berthold Winkler 1374
- Konrad Hagge 1375
- Berthold Winkler 1376
- Heinrich Canzler 1380
- Konrad Hagge 1381
- Jakob Wirt 1382
- Heinrich Canzler 1385
- Konrad Hagg 1386
- Leonhard Schappel 1387
- Konrad Bock 1391
- Heinrich Canzler d. J. 1392
- Johann Bock 1397

## 15. Jahrhundert
- Heinrich Canzler 1400
- Hans Bock 1401
- Heinrich Canzler 1402
- Hand Bock 1403
- Leonhard Schappel 1404
- Hans Bock 1405, 1407
- Dietrich Canzler 1408
- Benz Dornhain 1410
- Hans Mäslin 1412
- Hans Bock 1413
- Dietrich Canzler 1413
- Hans Mäslin 1414
- Hans Bock 1415
- Konrad Engelfrid 1416, 1418
- Hans Mäslin 1419
- Hans Bock 1421–1422
- Hans Mäslin 1424–1425, 1427
- Hans Boller 1428
- Hans Fryburger 1429
- Hans Boller 1430
- Hans Fryburger 1431
- Hans Boller 1432
- Hans Mäslin 1435
- Hans Boller 1436
- Hans Mäslin 1437
- Hans Winman 1438
- Hans Mäslin d. A. 1439
- Jakob Friburger 1440
- Hans Mäslin d. A. 1441
- Dietrich Hagg 1441, 1443
- Hans Winman 1444
- Dietrich Hagge 1445
- Konrad Endinger 1446
- Dietrich Hagg 1447
- Leonhard Schappel 1455
- Hans Endinger 1456
- Leonhard Schappel 1457, 1459
- Hans Mäslin 1460, 1462
- Hans Endinger 1468
- Dietrich Blez 1471
- Leonhard Schappel 1472
- Dietrich Benz 1473
- Leonhard Schappel 1474
- Dietrich Benz 1475
- Leonhard Schappel 1476
- Dietrich Benz 1477
- Leonhard Schappel 1478, 1480
- Lukas Lucklin 1481
- Ulrich Blez 1482
- Lukas Lucklin 1483 (bis zum 14. September)
- Leonhard Schappel 1483 (seit dem 14. September)
- Ulrich Blez 1484
- Jakob Lidringer 1485
- Ulrich Blez 1486
- Großhans Friburger 1487
- Balthasar Luz 1488
- Heinrich Friburger 1489
- Balthasar Luz 1490
- August Eberhard (gen. Egen) 1491
- Heinrich Friburger 1492, 1494
- August Egen 1495
- Heinrich Friburger 1496
- August Egen 1497
- Heinrich Friburger 1498
- August Egen 1499

## 16. Jahrhundert
- Heinrich Friburger 1500
- August Eberhard (gen. Egen) 1501
- Heinrich Friburger 1502
- August Egen 1507
- Heinrich Friburger 1508
- August Egen 1509
- Heinrich Friburger 1510
- August Egen 1511
- Heinrich Friburger 1512
- August Egen 1513
- Heinrich Friburger 1514
- August Egen 1515
- Hans Mesner 1520
- Heinrich Friburger 1521
- Georg von Zimmern 1524
- Magister Caspar Müller 1525
- (Johann) Jerg von Zimmern 1526, 1528
- Hans Schaffner 1529
- Gall Möcker 1530, 1532
- Hans Schaffner 1533
- Gall Möcker 1534
- Hans Schaffner 1535
- Konrad Mock 1538
- Hans Schaffner 1539
- Konrad Mock 1540
- Hans Schaffner 1542, 1543
- Gall Möcker 1544
- Hans Konrad Hettinger 1546 "der erste Bürgermeister, der nun von der Thür wegrücken durfte", 1562
- Michel Dornhahn 1548
- Johann Schaffner 1549
- Konrad Hettinger 1550
- Matheis Fischer 1556
- Hans Konrad Hetinger 1562
- Niklaus Herderer 1571
- Konrad Brenneisen 1576
- Konrad Spreter 1577
- Johann von Mocker 1582
- Johann (von) Bock 1592

## 17. Jahrhundert
- Ulrich von Möck 1604
- Ludwig Werner 1610
- Hans Pfister 1612
- Johann Finck 1633
- Mattheis Renner 1637
- Mattheis Lindau 1639
- Johann Wölflin 1645
- Hans Zimmerer 1661
- Hilari Kraft 1663
- Leonhard Kuon 1666 - 1669 "auf Absterben Schultheiß und Bürgermeister"
- Laux Werner 1670 Bürgermeister (B) - Wilhelm Herderer Schultheiß (S)
- Franz von Möck 1683
- Isak Kuen 1684
- Johann Jakob Kuen 1686
- Philip Adam Spreter 1688
- Doctor Johann Waibel (von Wildeck) 1699 - 1709

## 18. Jahrhundert
- Ignati Moser 1701-1729
- Johann Herderer 1710
- Caspar Ignaz Herderer 1710-1736 (1710 wohl als Amtsschultheiss)
- Josef Schrof 1730-1737 (also wohl 1736 zuletzt Bürgermeister, 1737 Amtsschultheiss)
- Antoni Lindau 1731-1737
- Johann Anastasius Gebel (Göbel) 1738
- Joseph Mathauer 1739-1755
- Johann Anastasius Gebel (Göbel) 1740-1748 im Wechsel Amtsbürgermeister und Schultheiss
- Judas Thadeus Herderer 1764
- Gaßner 1781
- Franz Joseph Mayer 1782-1802 im Wechsel s. o.
- Uhl 1796
- Johann Baptist Hofer 1796 S - 1797-1802 im Wechsel

## Seit dem 19. Jahrhundert
- 1803 :  Joseph Aubert
- 1803–? :  Anton von Langen
- 1820–1833: Max Joseph von Khuon, Stadtschultheiß
- 1833–1845: Maximilian Teufel
- 1845–1848: Karl Dinkelmann
- 1848–1851: Kaspar Rapp
- 1852–1887: Johann Baptist Marx
- 1887–1923: Edwin Glückher
- 1924–1943: Josef Abrell
- 1943–1944: Otto Mann
- 1944–1945: Paul Fritz
- 1945–1946: Franz Mederle
- 1946–1965: Arnulf Gutknecht
- 1965–1985: Ulrich Regelmann, Bürgermeister, ab 1970 Oberbürgermeister
- 1985–2001: Michael Arnold, Oberbürgermeister
- 2001–2009: Thomas Engeser, Oberbürgermeister
- 2009–2022: Ralf Broß, Oberbürgermeister
- seit 2022: Christian Ruf, Oberbürgermeister